# Міхнов Валерій Павлович
Валерій Павлович Міхнов (рос. Валерий Павлович Михнов; нар. 9 березня 1950) — радянський футболіст, півзахисник, радянський та російський тренер.

## Життєпис
Усю кар'єру гравця провів у команді другої ліги «Селенга / Локомотив» (Улан-Уде) у 1972-1982, 1987-1990 роках. Працював у команді тренером (1987, з серпня, 1989-1990, 1992-1993), головним тренером (1995-2000, 2013/14). Тренер аматорської команди «Ініціатива» Улан-Уде (1991), головний тренер аматорської команди «Ветерани» Улан-Уде (2007).